# Theta Ophiuchi
Theta Ophiuchi (42 Ophiuchi) é uma estrela na direção da constelação de Ophiuchus. Possui uma ascensão reta de 17h 22m 00.58s e uma declinação de −24° 59′ 58.2″. Sua magnitude aparente é igual a 3.27. Considerando sua distância de 563 anos-luz em relação à Terra, sua magnitude absoluta é igual a −2.92. Pertence à classe espectral B2IV. É uma estrela variável β Cephei.